# Stanisław Gall (ekonomista)
Stanisław Gall, także Stanisław Guttman (ur. 29 marca 1892 w Warszawie, zm. 27 grudnia 1961 tamże) – polski ekonomista i urzędnik państwowy.

## Życiorys
Syn Zygmunta. Od 1900 uczęszczał do rosyjskiego gimnazjum państwowego w Warszawie, następnie w wyniku strajku szkolnego w 1905 przeniósł się do polskiego gimnazjum im. Jana Kreczmara. Należał do Związku Młodzieży Socjalistycznej (1908–1914). Dwukrotnie aresztowany, skazany na przymusowe osiedlenie w Rosji, karę zmieniono, pozwalając na wyjazd za granicę. Po ukończeniu gimnazjum i zdaniu matury w 1910 rozpoczął studia w Wyższej Szkole Handlowej w Berlinie (Handelshochschule Berlin), zakończone w 1913 dyplomem kupieckim. W 1914 uzyskał doktorat z ekonomii politycznej na Wydziale Filozoficznym Uniwersytetu Berlińskiego.
Podczas I wojny światowej, w latach 1915–1918, służył w armii rosyjskiej. Od listopada 1918 do 1920 w Wojsku Polskim, w stopniu ppor. rezerwy. Był dyrektorem firmy Wschodnie Chemiczne Towarzystwo Akcyjne w Warszawie (1921), zatrudniony w Entente Internationale pour l'Exportation des Produits Tréfilés „Iweco” w Brukseli, Szanghaju, Argentynie (1925–1935), i w Polsce jako delegat firmy i dyrektor ds. eksportu (1935–).
We wrześniu 1939 walczył w 25 pułku ułanów, po kapitulacji Warszawy w niewoli niemieckiej, w Oflagu II C Woldenberg. Leczył się w sanatoriach angielskich i francuskich. Członek Francuskiej Partii Komunistycznej (1945–1946).
Do Polski powrócił w sierpniu 1946. W październiku 1946 wstąpił do PPR, następnie do PZPR. Zatrudniono go w polskiej administracji centralnej, początkowo jako wicedyrektora departamentu w Ministerstwie Żeglugi i Handlu Zagranicznego (1946–1947), dyrektora departamentu w Ministerstwie Przemysłu i Handlu (1947–1949), urzędnika w Ministerstwie Handlu (1949–), wiceprezesa (1950–1955) i p.o. prezesa/prezesa Polskiej Izby Handlu Zagranicznego (1955–1957).
Zmarł 27 grudnia 1961. Pochowany na cmentarzu Wojskowym na Powązkach w Warszawie (kwatera II B 28-13-23).

## Ordery i odznaczenia
- Krzyż Kawalerski Orderu Odrodzenia Polski (26 listopada 1955)[3]
- Złoty Krzyż Zasługi (22 lipca 1947)[4]
- Medal 10-lecia Polski Ludowej (13 stycznia 1955)[5]